# Stenochilus crocatus
Stenochilus crocatus és una espècie d'aranyes araneomorfs de la família dels estenoquílids (Stenochilidae). Fou descrita per primera vegada per Eugène Simon, l'any 1884.
Aquesta espècie es troba a Myanmar, Cambodja i Sri Lanka.
Les femelles descrites per Platnick i Shadab l'any 1974 mesuren de 6,59 a 9,80 mm.